# Château d'Azay-sur-Cher
Le château d'Azay-sur-Cher est un château situé à Azay-sur-Cher (Indre-et-Loire) et inscrit aux monuments historiques en 1947.

## Histoire
La châtellenie est la propriété des seigneurs de Surgères aux XIIIe et XIVe siècles. Lors de l'occupation de la ville par les Anglais, ceux-ci incendient le château. En 1477, les Clermont la cédè au roi Louis XI, qui en fait don à la collégiale Saint-Martin de Tours. Il reste entre les mains de la collégiale jusqu'à la Révolution. 
De l'ancien château seigneurial, encore subsistant en 1700, ne reste qu'une haute tour carrée.